# Taça de Ouro
Taça de Ouro foi o nome oficial utilizado pela CBF para designar, em sua época de disputa, os campeonatos nacionais realizados entre 1980 e 1983, e posteriormente em 1985. Antes de 1980, o atual Campeonato Brasileiro de Futebol, era denominado pela entidade máxima do futebol brasileiro de Copa Brasil. O campeonato de 1984, também, foi designado de Copa Brasil.

## História
O principal certame nacional de futebol do Brasil já era disputado desde 1959 e, já havia sido designado oficialmente de Taça Brasil, Torneio Roberto Gomes Pedrosa/Taça de Prata, Campeonato Nacional de Clubes e Copa Brasil.
Em 1980, devido ao desmembramento da Confederação Brasileira de Desportos (CBD) ocorrido em setembro do ano anterior, o futebol brasileiro passou a contar com sua própria entidade, a Confederação Brasileira de Futebol (CBF). Com a nova entidade, o futebol nacional também ganhou um novo campeonato nacional totalmente reformulado, que foi nomeado de Taça de Ouro, primeiro campeonato nacional organizado pela CBF e contou com um formato com duas divisões — três em sua segunda edição —, além de criar um novo troféu que era oferecido pela CBF ao seu campeão. Entretanto, a Caixa Econômica Federal continuou a enviar uma réplica do troféu da antiga competição realizada pela CBD entre 1975 a 1979, a Copa Brasil, ao campeão e oferecer a taça original para ser erguida no campo de jogo. No entanto, em 1980, segundo algumas fontes o campeonato nacional de 1980 permaneceu sendo designado de Copa Brasil.
Embora a Taça de Ouro de 1980 seja considerada por alguns autores como uma espécie de primeira divisão e a Taça de Prata — não confundir com as últimas três edições do Torneio Roberto Gomes Pedrosa que também foi designado pela CBD de Taça de Prata — uma segunda divisão, e fossem consideradas competições diferentes, para fins de organização e premiação, os torneios interligavam-se na fase semifinal, quando quatro equipes classificadas da Taça de Prata entravam na disputa da Taça de Ouro. No ano seguinte, a Taça de Ouro manteve basicamente o mesmo regulamento para a disputa do título nacional e com o mesmo número de competidores da edição anterior. Neste ano, foi criada a Taça de Bronze, para ser disputada entre os clubes que não participavam das Taças de Ouro e de Prata. Vale salientar que este torneio era apenas uma competição para manter estas equipes em atividade, mas não tinha nenhuma ligação com as outras Taças, ou seja, era uma espécie de segunda divisão, mas que não dava privilégio nenhum ao seu vencedor, pois não havia um sistema de acesso e descenso. Por não ter sentido esta disputa naquela época, o torneio não teve continuidade no ano seguinte. As edições de 1982 e 1983 da Taça de Ouro mantiveram basicamente o mesmo regulamento para a disputa do título e com o mesmo número de participantes do ano de 1981. Porém, os clubes eliminados da primeira fase da competição passavam a integrar a Taça de Prata no mesmo ano.
Em 1984, a CBF altera novamente o nome do campeonato nacional para Copa Brasil. Com isso, a Taça de Prata também é renomeada e passa a ser denominada de Taça CBF. Porém, no ano seguinte a competição novamente voltou a se chamar Taça de Ouro e contou com 44 equipes — o mesmo número das edições da Taça de Ouro de 1980 a 1983. Mas a CBF elaborou um regulamento polêmico e dividiu os clubes em duas séries: A "rica", com os vinte clubes mais bem colocados em seu "ranking histórico", e a "pobre", de acordo com a posição final dos clubes em seus respectivos campeonatos estaduais. A Taça CBF também mudou de nome e voltou a se designar Taça de Prata. Entretanto, nesta edição, a Taça de Prata acabou não classificando nenhuma agremiação para a disputa do título nacional de 1985; Ou seja, exclusivamente neste ano, pode-se considerá-la como uma "segunda divisão" real. Somente na edição de 1986, que foi denominada novamente de Copa Brasil, a CBF instituiu, pela primeira vez de forma oficial, um sistema de rebaixamento.
A reformulação do principal torneio de futebol do Brasil em que resultou na criação da Taça de Ouro, além da criação da própria CBF, foi principalmente devido a derrocada das bases financeiras que mantinha o futebol nacional e consequentemente a queda da influência do governo militar que intervinha regularmente no campeonato nacional e a cada ano aumentava o número de clubes participantes. Na virada da década de 1970, chegou ao País os efeitos da crise do petróleo, que abalou a economia mundial a partir de 1973 e, que teve efeito retardado no Brasil. O regime militar bancou o congelamento do preço da gasolina, mas foi afetado pelos efeitos colaterais com o estouro da crise econômica nos anos 1980. Os clubes e as federações, presos a esse sistema, foram atingidos pelo agravamento da situação.
Com isso, a partir de 1980, o futebol brasileiro começa a viver um novo momento. Entre o final dos anos 1970 e o começo dos anos 1980, a crise econômica fez a fonte de dinheiro das federações secar. Os estádios também deixam de ser construídos. Não existia mais o dinheiro que ajudou a sustentar as relações promíscuas entre clubes, federações e o governo militar. Essa situação afetou todas as agremiações, as consideradas "grandes" e as "pequenas". Porém, a diferença é que os clubes grandes tinham uma enorme torcida, visibilidade e nome para se recuperar.
Os anos 1980 também marcaram uma ligeira modernização do futebol brasileiro. Em setembro de 1979, a CBD deu origem à CBF, que passaria a tratar apenas dos interesses da modalidade. Logo no ano seguinte, Giulite Coutinho assumiu a presidência da entidade no lugar do Almirante Heleno Nunes. Um empresário, dirigente do America, encarregado de reorganizar as estruturas e diminuir os impactos da crise econômica. Entre suas promessas ao assumir, estava o enxugamento do certame nacional, o planejamento de um calendário trienal, e a instituição de um tribunal de contas que fiscalizasse a administração dos clubes. Entretanto, nem todos os planos foram adiante. Não era uma tarefa fácil encerrar as relações de clientelismo vigentes por tanto tempo. Porém, devido estas mudanças políticas vividas na recém-criada CBF, o torneio nacional foi enxugado. Em 1980, a liga contou com a participação de 44 equipes, embora todos os estados continuassem presentes.
O fracasso do campeonato de 1979, o mais inchado da história — que contou com a participação de noventa e quatro clubes, apesar do Corinthians, Portuguesa, Santos e São Paulo terem optado por desistir de participar desse certame excessivamente inchado —, também foi um dos principais motivadores desse processo. Mas houve outras questões. Como a citada crise do petróleo que foi o golpe final para derrubar a economia brasileira, e fez a ditadura perder um de seus pilares. Além disso, o custo dos combustíveis subiu rapidamente, encarecendo as viagens. Outro fator que também pode ser mencionado é o aumento da transmissão dos jogos ao vivo, que começou a crescer no final da década de 1970 e se tornou mais comum no início dos anos 1980. Não interessava para a televisão transferir seus equipamentos para pequenas cidades, havia um custo muito elevado. No entanto, enquanto o dinheiro dos direitos televisivos e do marketing começava aparecer no futebol brasileiro, os grandes estádios começavam a se tornar grandes ônus para o poder público, além de estigmas para as equipes menores.

## Campeões
| Ano           | Campeão  | Vice-campeão     | 3º lugar          | 4º lugar            | Artilheiro             | Gols |
| ------------- | -------- | ---------------- | ----------------- | ------------------- | ---------------------- | ---- |
| 1980 Detalhes | Flamengo | Atlético Mineiro | Internacional     | Coritiba            | Zico (FLA)             | 21   |
| 1981 Detalhes | Grêmio   | São Paulo        | Ponte Preta       | Botafogo            | Nunes (FLA)            | 16   |
| 1982 Detalhes | Flamengo | Grêmio           | Guarani           | Corinthians         | Zico (FLA)             | 21   |
| 1983 Detalhes | Flamengo | Santos           | Atlético Mineiro  | Atlético Paranaense | Serginho Chulapa (SAN) | 22   |
| 1985 Detalhes | Coritiba | Bangu            | Brasil de Pelotas | Atlético Mineiro    | Roberto Dinamite (VAS) | 16   |

## Títulos por clube
| Títulos | Clube    | Edições           |
| ------- | -------- | ----------------- |
| 3       | Flamengo | 1980, 1982 e 1983 |
| 1       | Grêmio   | 1981              |
| 1       | Coritiba | 1985              |

## Títulos por Estado
| Estados           | Títulos | Vices |
| ----------------- | ------- | ----- |
| Rio de Janeiro    | 3       | 1     |
| Rio Grande do Sul | 1       | 1     |
| Paraná            | 1       | 0     |
| São Paulo         | 0       | 2     |
| Minas Gerais      | 0       | 1     |

## Médias de público
- 1980 - 20 792 (total: 6 362 352)
- 1981 - 17 545 (total: 5 368 770)
- 1982 - 19 808 (total: 584 896)
- 1983 - 22 953 (total: 7 299 054)
- 1985 - 11 625 (total: 6 010 125)

## Maiores médias de públicos por clubes
- 1980 - Flamengo (66 507)
- 1981 - Flamengo (43 614)
- 1982 - Flamengo (62 436)
- 1983 - Flamengo (59 332)
- 1985 - Bahia (41 497)

## Maiores públicos
1. Flamengo 3 a 0 Santos, Maracanã, 155 523 pessoas, 29 de maio de 1983
2. Flamengo 3 a 2 Atlético Mineiro, Maracanã, 154 335 pessoas, 1 de junho de 1980
3. Flamengo 1 a 1 Grêmio, Maracanã, 138 107 pessoas, 18 de abril de 1982
4. Botafogo 3 a 1 Flamengo, Maracanã, 135 487 pessoas, 19 de abril de 1981
5. Flamengo 1 a 1 Vasco da Gama, Maracanã, 121 353 pessoas, 8 de maio de 1983
6. Flamengo 2 a 1 Guarani, Maracanã, 120 441 pessoas, 11 de abril de 1982
7. Botafogo 0 a 0 Flamengo, Maracanã, 117 353 pessoas, 16 de abril de 1981
8. Santos 2 a 1 Flamengo, Morumbi, 114 481 pessoas, 12 de maio de 1983
9. Atlético Mineiro 0 a 0 Santos, Mineirão, 113 479 pessoas, 15 de maio de 1983
10. Flamengo 2 a 1 Vasco da Gama, Maracanã, 111 260 pessoas, 27 de fevereiro de 1983
11. Santos 3 a 2 Flamengo, Morumbi, 111 111 pessoas, 27 de fevereiro de 1983

## Número de jogos, gols e média de gols por edição
- 1980: 306 jogos, 821 gols e média de 2,68 gols por jogo
- 1981: 306 jogos, 754 gols e média de 2,46 gols por jogo
- 1982: 287 jogos, 789 gols e média de 2,75 gols por jogo
- 1983: 318 jogos, 851 gols e média de 2,68 gols por jogo
- 1985: 517 jogos, 1243 gols e média de 2,4 gols por jogo

## Número de participantes por edição
- 1980: 44
- 1981: 44
- 1982: 44
- 1983: 44
- 1985: 44

## Número de Estados representados em cada edição
- 1980: 22
- 1981: 22
- 1982: 22
- 1983: 22
- 1985: 22